# Walt Disney's klassiker
Walt Disney's klassiker (WDK) var en svensk serietidning med disneyserier som utkom under perioden 1975–1981. Den uppstod som en sidotitel till Walt Disney's serier (WDS), och innehållet bestod i allt väsentligt av serieversioner av disneyfilmer och längre serier av bl.a. Carl Barks.

## Historia

### Disney 50 glada år
Under 1960-talet hade de filmadaptioner av disneyfilmer som nått Sverige publicerats i Walt Disney's serier. Vid 1970-talets början blev detta allt ovanligare och när Walt Disney Productions firade sitt 50-årsjubileum 1973 släpptes fyra - onumrerade - häften med serieversioner av tecknade disneyfilmer. Rubriken för dessa häften var Disney 50 glada år - En Disney-klassiker och de enskilda titlarna var Aristocats, Törnrosa, Snövit och de sju dvärgarna  och Bambi. Omslaget var av kartongliknande pärmar, och som bilaga till vart och ett av de fyra häftena fanns en affisch. Det påföljande året samlades samtliga dessa titlar i ett tjockt album, återigen med titeln Disney 50 glada år - En Disney-klassiker.

### Walt Disney's Serier Extranummer
1975 utkom ytterligare fem filmadaptioner, samt ett häfte som byggde på den då nyaste tecknade disneyfilmen, Robin Hood. Precis som hade varit fallet för häftena Disney 50 glada år, var omslaget för dessa tidningar styvare än för WDS och de traditionella serietidningarna, och med samtliga följde en affisch. En av dessa häften, Robin Hood, gick under rubriken Walt Disney's serier, med numret 1½. Två av dem, Pinocchio och Lady & Lufsen, var numrerade efter WDS (9,5 resp. 12,5) men med rubriken Walt Disney's klassiker. Ytterligare två, Alice i Underlandet och Askungen, var onumrerade och hade rubriken Walt Disney's klassiker, medan den femte, Robin Hood - Trollkarlens ring, hade WDS-numrering (10,5), men helt saknade rubrik.

### Walt Disney's Klassiker
Från och med 1976 särskiljdes titeln och numreringen totalt från WDS. 1977 flyttade även de magasinslånga serierna av Carl Barks och Paul Murry från WDS till WDK. Under åren 1976–1978 utkom fyra nummer om året, samtliga med styvt omslag och medföljande affisch. Det samma gällde för de tre första numren från 1979, men därefter försvann affischerna, liksom numreringen. Dock ökade utgivningstakten något. Det sjätte numret från 1981 blev det sista i serien - vid årsskiftet 1981/1982 bytte tidningen namn till Walt Disney's godbitar.

### Samtida engångspublikationer
1976 utgavs En världsomsegling under havet och 1980 Det svarta hålet, samt en uppföljare till denna. Dessa utgåvor ingick inte i WDK - eller annan regelbunden utgivning - men har ibland ändock räknats till denna serie då de följer WDK-utgåvorna till innehåll och utseende.

## Utgivning
Utgivningen av WDS skedde genom Hemmets Journals förlag, som även gav ut Kalle Anka & C:o och Walt Disney's serier vid denna tid.

### Disney 50 glada år - En Disney-klassiker
Totalt utgavs fyra onumrerade titlar, som sedan även samlades i en enda tjock volym.
| År   | Titel                              |
| ---- | ---------------------------------- |
| 1973 | Snövit och de sju dvärgarna        |
|      | Bambi                              |
|      | Törnrosa                           |
|      | Aristocats                         |
| 1974 | Disney 50 glada år (samlingsvolym) |

### Walt Disney's klassiker
Totalt utkom 34 nummer av tidningen, inklusive 1975 års utgåvor, varav vissa även kan hävdas vara del av Walt Disney's serier. Utöver detta släpptes även tre fristående filmadaptioner under denna period. 
| År   | Nr   | Titel                                      |
| ---- | ---- | ------------------------------------------ |
| 1975 | 1½   | Robin Hood                                 |
|      | -    | Alice i underlandet                        |
|      | -    | Askungen                                   |
|      | 9,5  | Pinocchio                                  |
|      | 10,5 | Robin Hood - Trollkarlens ring             |
|      | 12,5 | Lady & Lufsen                              |
| 1976 | 1    | Svärdet i stenen                           |
|      | 2    | Pongo - De 101 Dalmatinerna                |
|      | 3    | Musse Pigg och bönstjälken                 |
|      | 4    | Djungelboken                               |
|      |      | En världsomsegling under havet             |
| 1977 | 1    | Peter Pan                                  |
|      | 2    | Sheriffen i Kuliga Dalen                   |
|      | 3    | Kalle Anka på Grönland                     |
|      | 4    | Jul i Ankeborg                             |
| 1978 | 1    | Spökplumpen möter Madame Mim               |
|      | 2    | Kalle Anka och Den Gyllene Hjälmen         |
|      | 3    | Bernard och Bianca                         |
|      | 4    | Jul i Ankeborg                             |
| 1979 | 1    | Musse Piggs födelsedag                     |
|      | 2    | Bambi                                      |
|      | 3    | Farbror Joakim och den tokige Professorn   |
|      | -    | Pongo och valptjuvarna                     |
|      | -    | Jul i Ankeborg                             |
| 1980 | -    | Tillbaka i tiden                           |
|      | -    | Törnrosa                                   |
|      | -    | I pygme-indianernas land                   |
|      |      | Det svarta hålet                           |
|      |      | Bortom det svarta hålet                    |
|      | -    | Aristocats                                 |
|      | -    | Jul i Ankeborg                             |
| 1981 | -    | Vilse i Anderna                            |
|      | -    | På jakt efter den försvunna släktklenoden  |
|      | -    | Plumpen möter Stål-Långben                 |
|      | -    | Stål-Långben och den mystiske dr. Shyklock |
|      | -    | Micke och Molle                            |
|      | -    | Jul i Ankeborg                             |